# Klinikák
A Semmelweis Egyetem Klinikák épületegyüttese (a köznyelvben rövidítve: Klinikák) a Semmelweis Egyetem kórházkomplexuma Budapesten a Ludovika tér környékén, a VIII. és a IX. kerületekben. Mivel épületei jelentős részben az 1870-es évek és az 1910-es évek között épültek a korban megszokott magas építészeti színvonalon, műemléki védelem alatt állnak.

## Meghatározása
A budapesti Semmelweis Egyetem több különálló kutatóintézetet, tanszéket és szakklinikát foglal magában. Ezek egy részét az egymás mellett fekvés miatt úgynevezett klinikai tömbökbe szokás sorolni. A köznyelv elsősorban a két pesti, Belső- és Külső Klinikai tömböt nevezi egyszerűen „Klinikák” néven, különösen az utóbbit, tekintve, hogy az M3-as metróvonal Semmelweis Klinikák nevű megállója itt helyezkedik el.

## A pesti Belső Klinikai Tömb intézményei
A Belső Klinikai tömb a VIII. kerületi Üllői út – Szentkirályi utca – Baross utca – Mária utca határolta területen helyezkedik el. A területet az 1870-es évektől fokozatosan vásárolta meg a Budapesti Egyetem orvosi kara. Az épületeket sorban húzták fel körülbelül 30 év alatt az 1900-as évek elejéig több neves korabeli építész (Kolbenheyer Ferenc, Weber Antal, Korb Flóris, Giergl Kálmán, Kauser József) tervei alapján. Ezek a következők voltak:
- 1872–1877 az I. számú Sebészeti Klinika (ma: Semmelweis Egyetem Bőr- és Nemikórtani és Bőronkológiai Klinika), 1085 Budapest, Mária u. 41. – Kolbenheyer Ferenc tervei alapján[3]
- 1875–1879 a Kórbonctani Intézet (ma: Semmelweis Egyetem Patológiai és Kísérleti Rákkutató Intézet), 1085 Budapest, Üllői út 26. – Kolbenheyer Ferenc tervei alapján[3]
- 1877/78–1880 az I. számú Belklinika (ma: Semmelweis Egyetem Belgyógyászati és Hematológiai Klinika "B" épülete), 1088 Budapest, Szentkirályi u. 46. – Kolbenheyer Ferenc tervei alapján[3]
- 1879–1884/85 a II. számú Belklinika (ma: Semmelweis Egyetem Belgyógyászati és Hematológiai Klinika "A" épülete), 1088 Budapest, Szentkirályi u. 46. – Kolbenheyer Ferenc és Weber Antal tervei alapján
- 1881–1884 a Semmelweis Egyetem Központi Igazgatási Épület, 1085 Budapest, Üllői út 26. – Weber Antal tervei alapján[3]
- 1894–1898 a Szülészeti és Nőgyógyászati Klinika (ma: Semmelweis Egyetem Szülészeti és Nőgyógyászati Klinika – Baross utcai részleg), 1088 Budapest, Baross u. 27. – Kiss István tervei alapján[4][5]
- 1899–1900 Semmelweis Egyetem II. Számú Sebészeti Klinika (ma: Semmelweis Egyetem Sebészeti, Transzplantációs és Gasztroenterológiai Klinika – Baross utcai részleg), 1082 Budapest, Baross u. 23. – Kiss István tervei alapján[6]
- ?–1908 Semmelweis Egyetem Szemészeti Klinika, (1085 Budapest, Mária u. 39. – Korb Flóris és Giergl Kálmán tervei alapján[7]
- 1907–1909. Stomatológiai Klinika épülete (ma: Semmelweis Egyetem Arc-Állcsont-Szájsebészeti és Fogászati Klinika), 1085 Budapest, Mária u. 52. – Kauser József tervei alapján[3][7]

Térképüket a következő ábra mutatja:  Archiválva 2019. december 26-i dátummal a Wayback Machine-ben.
Képtár

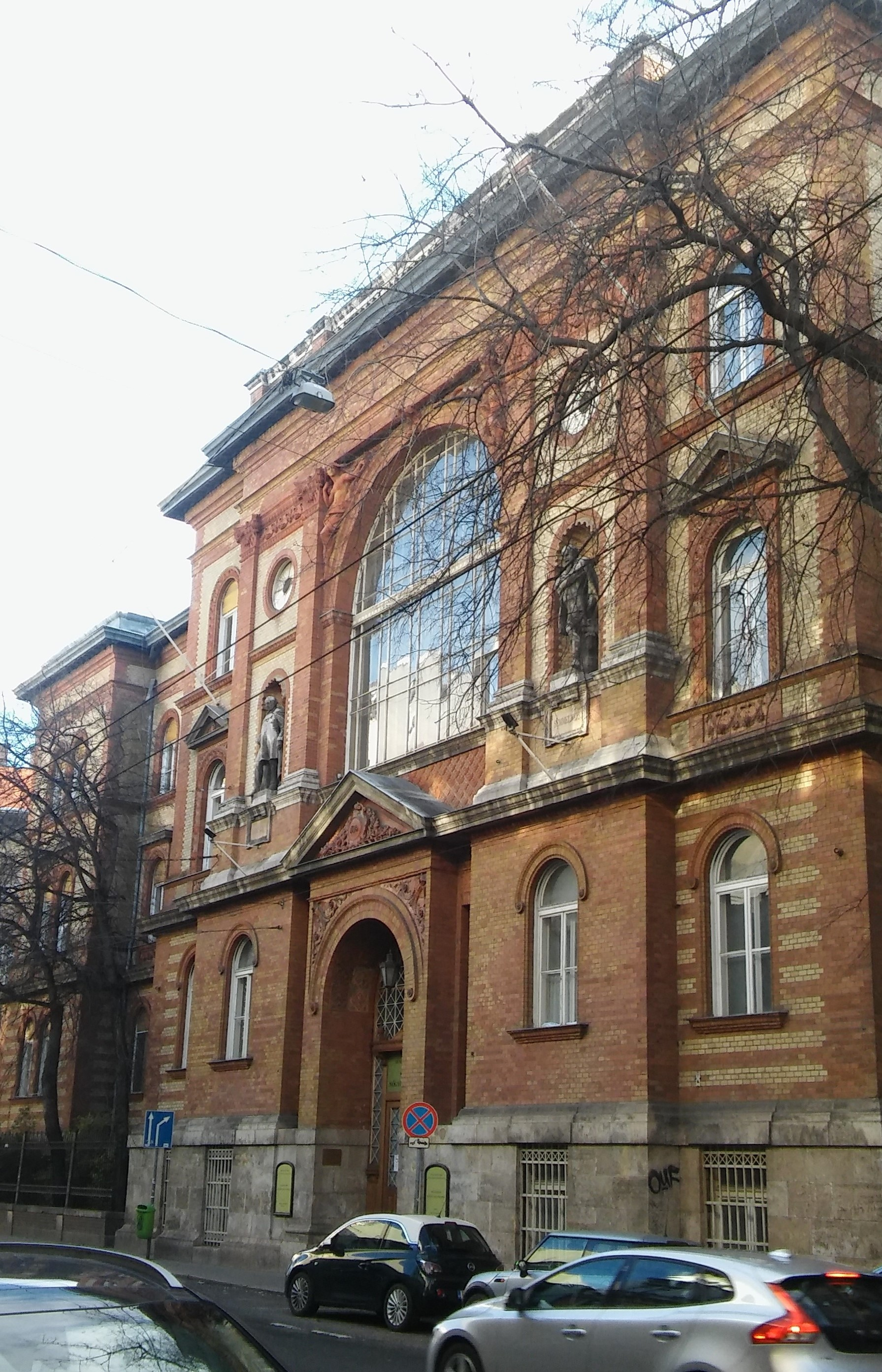
Szülészeti és Nőgyógyászati Klinika – Baross utcai részleg
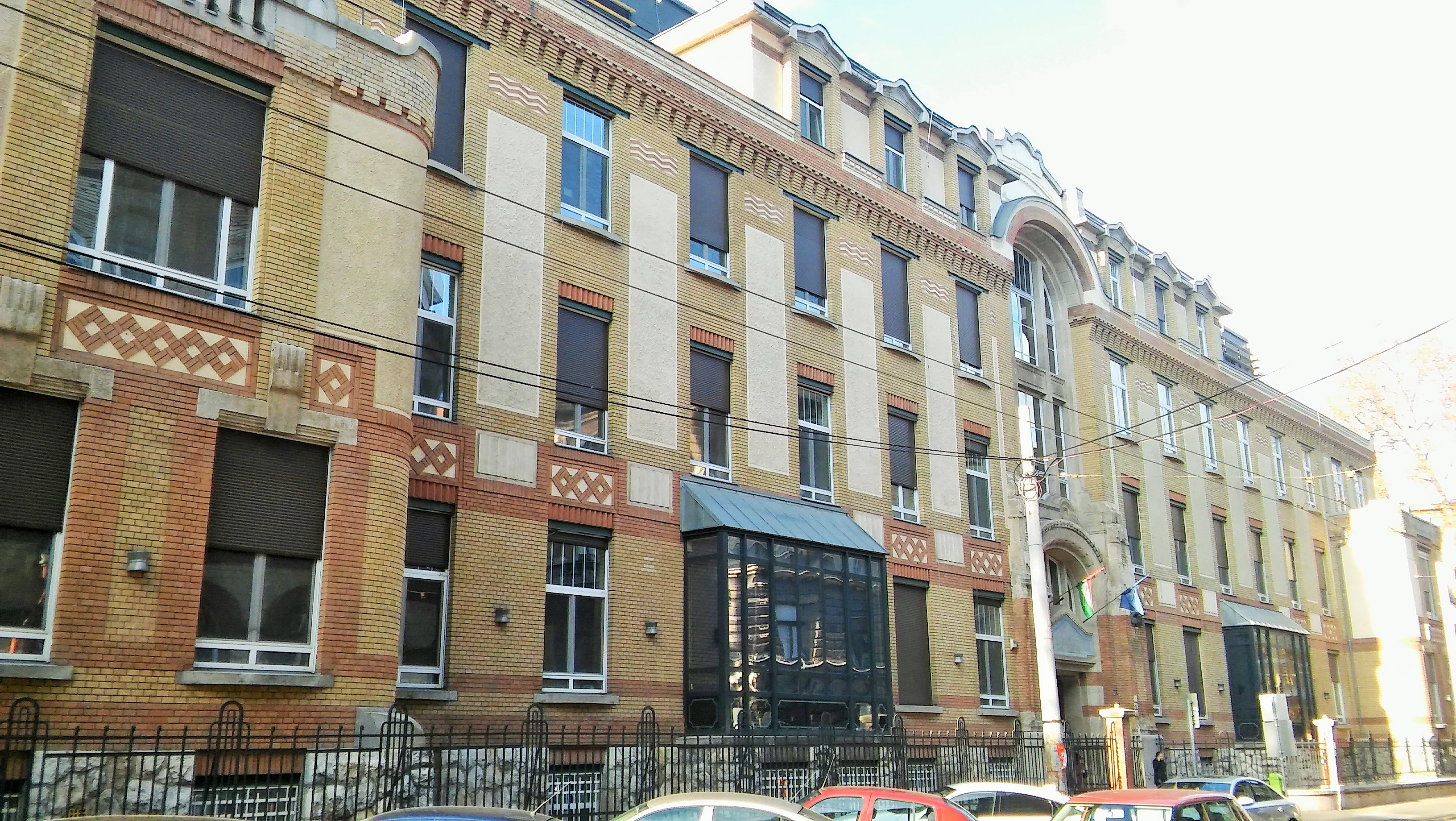
Szemészeti Klinika
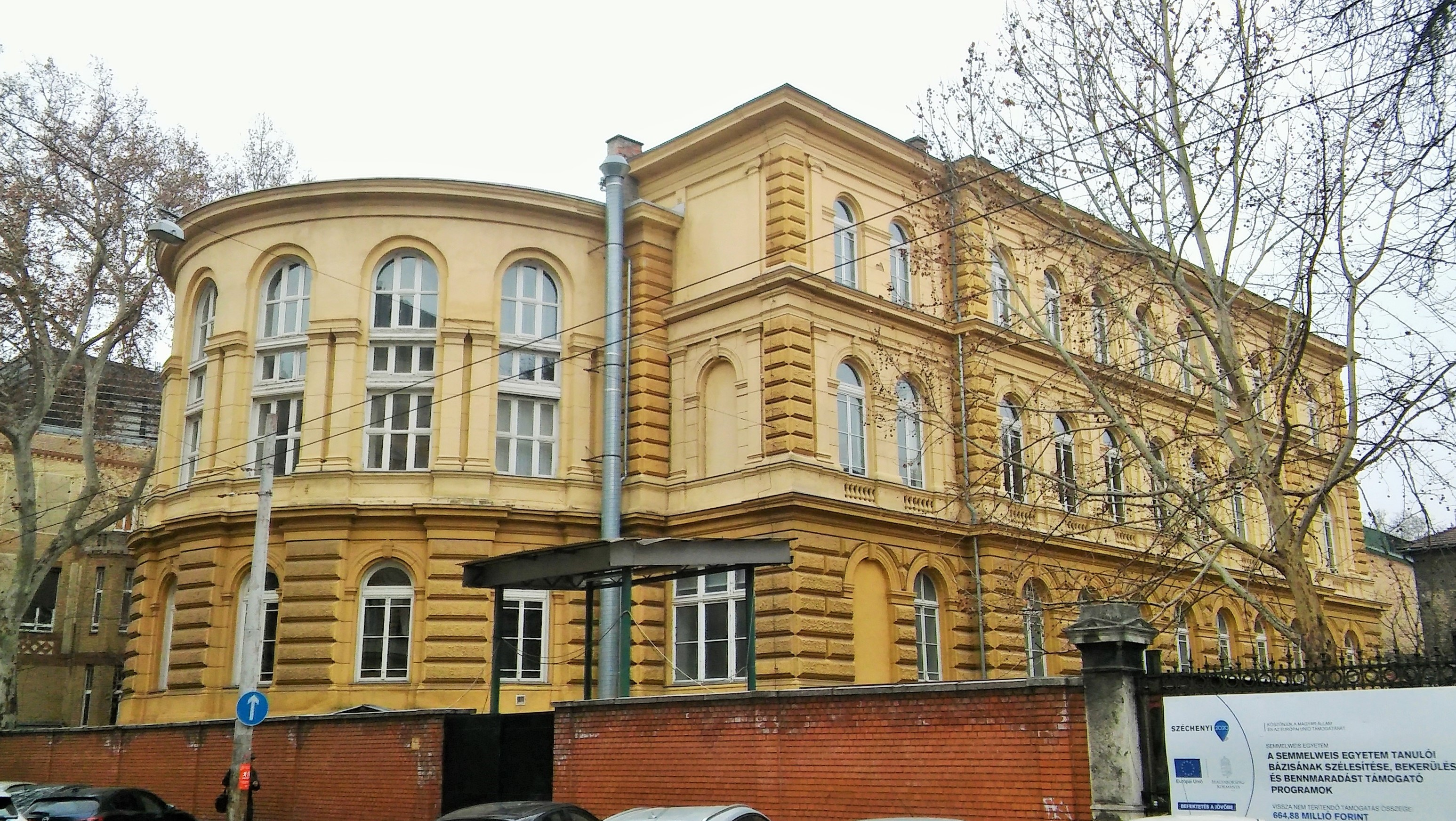
Patológiai és Kísérleti Rákkutató Intézet
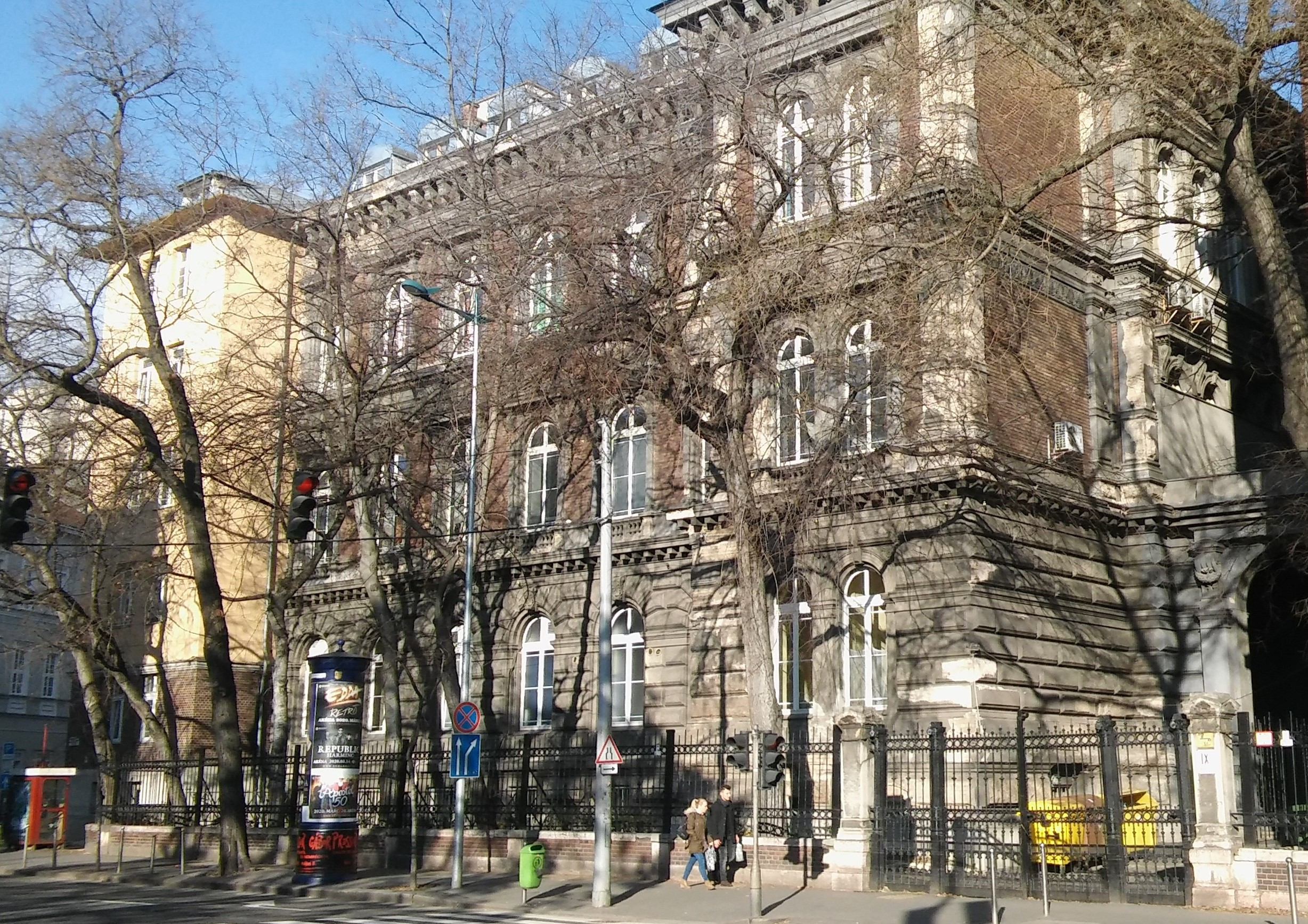
Belgyógyászati és Hematológiai Klinika
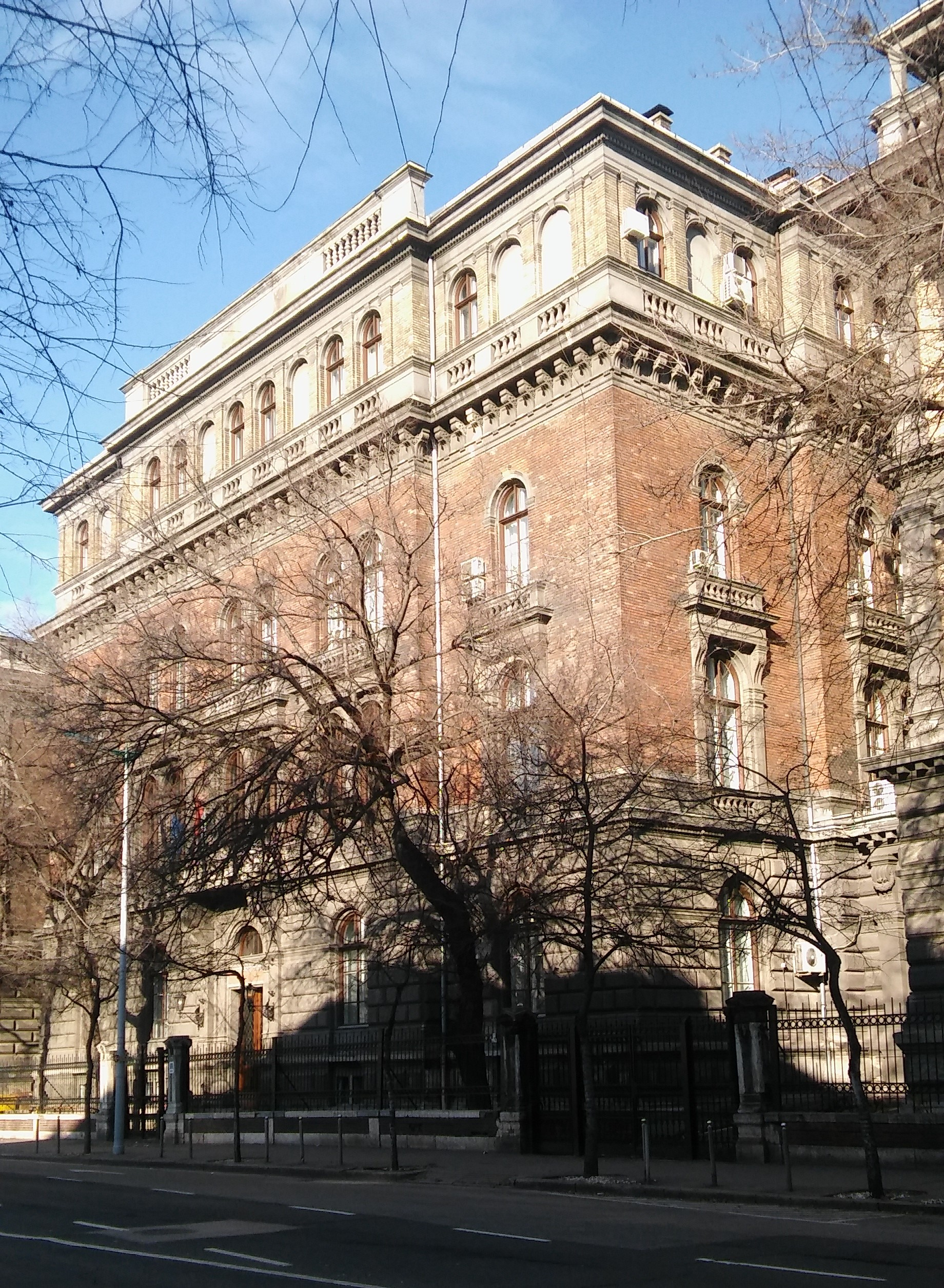
Központi Igazgatási Épület
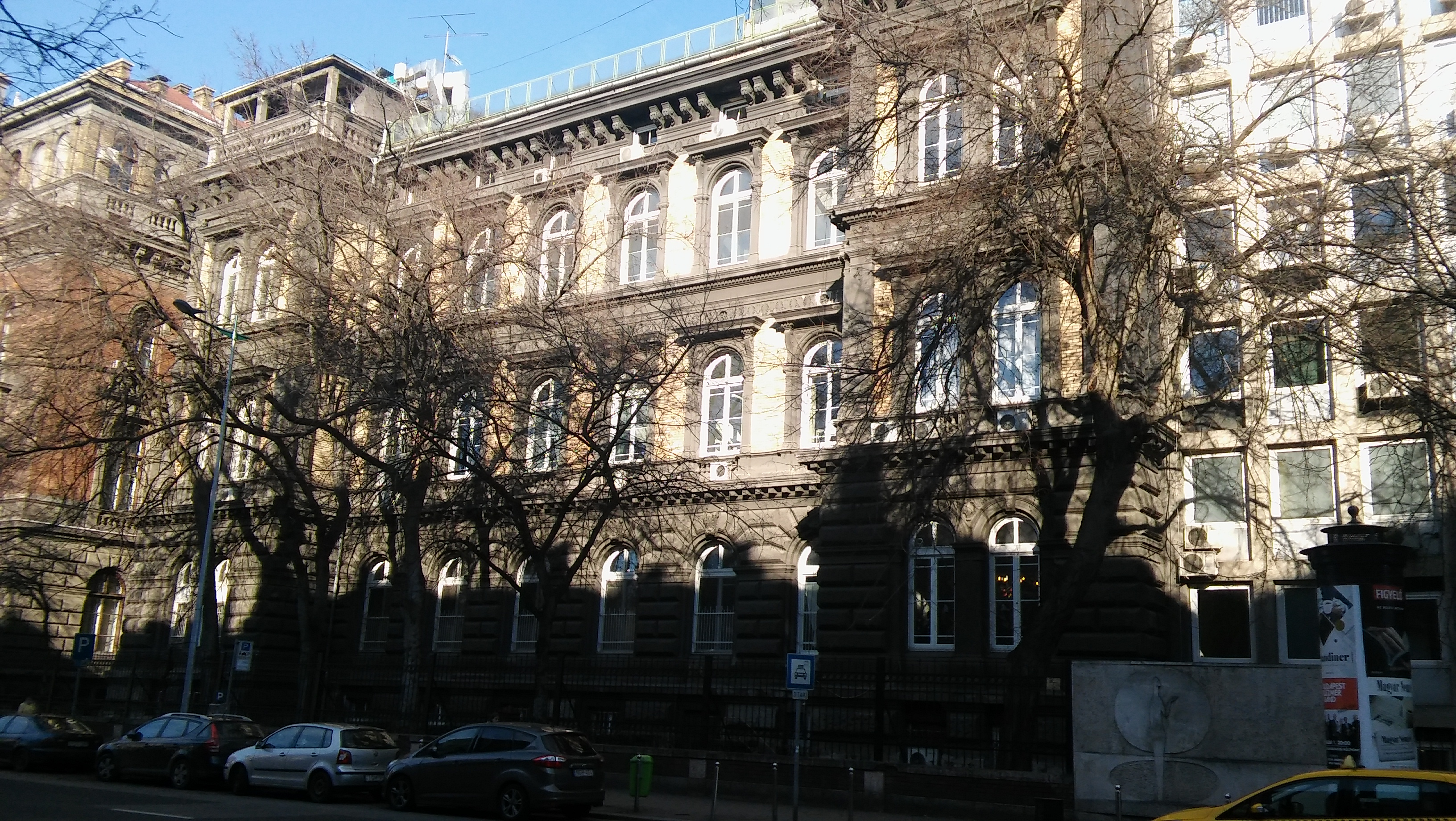
Bőr- és Nemikórtani és Bőronkológiai Klinika
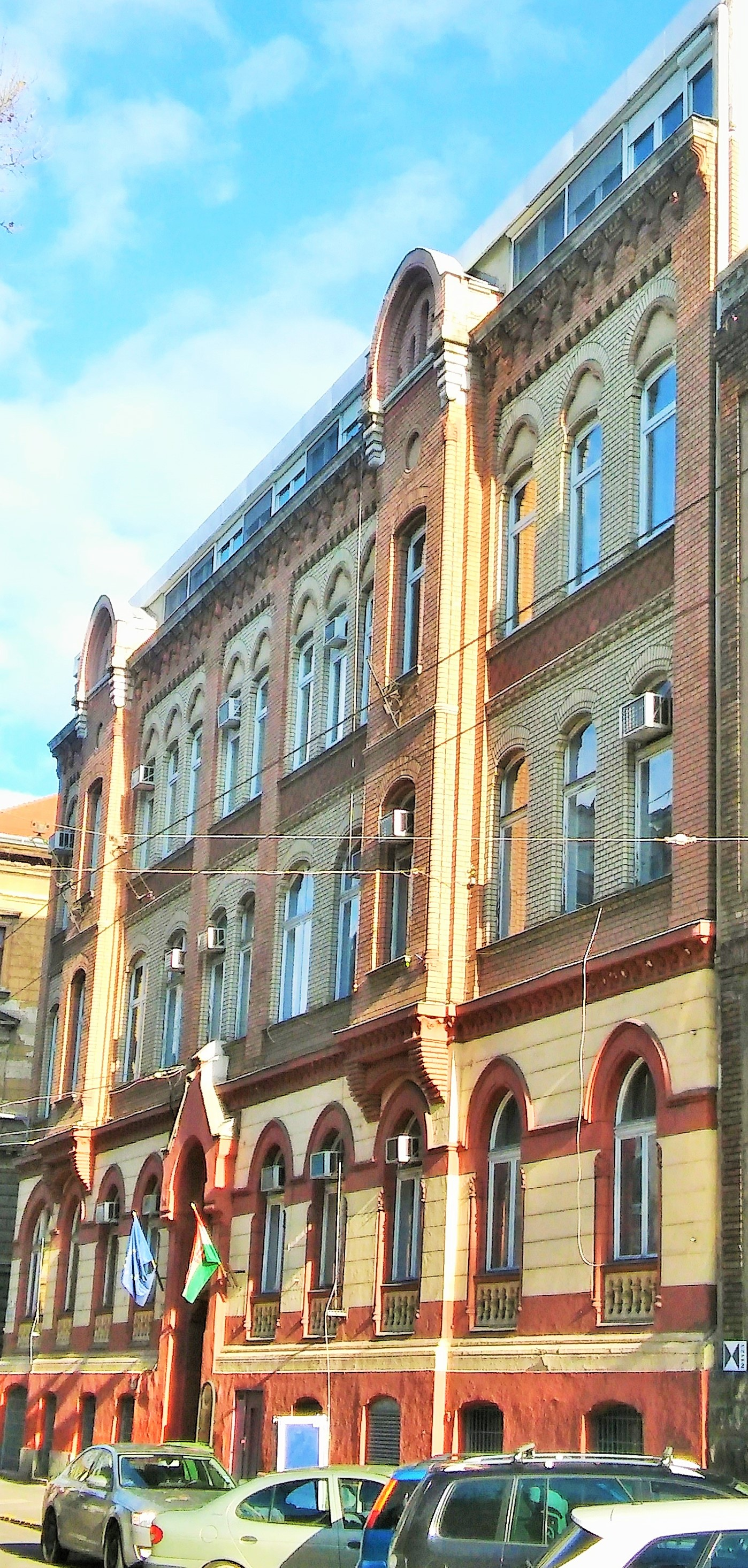
Arc-Állcsont-Szájsebészeti és Fogászati Klinika
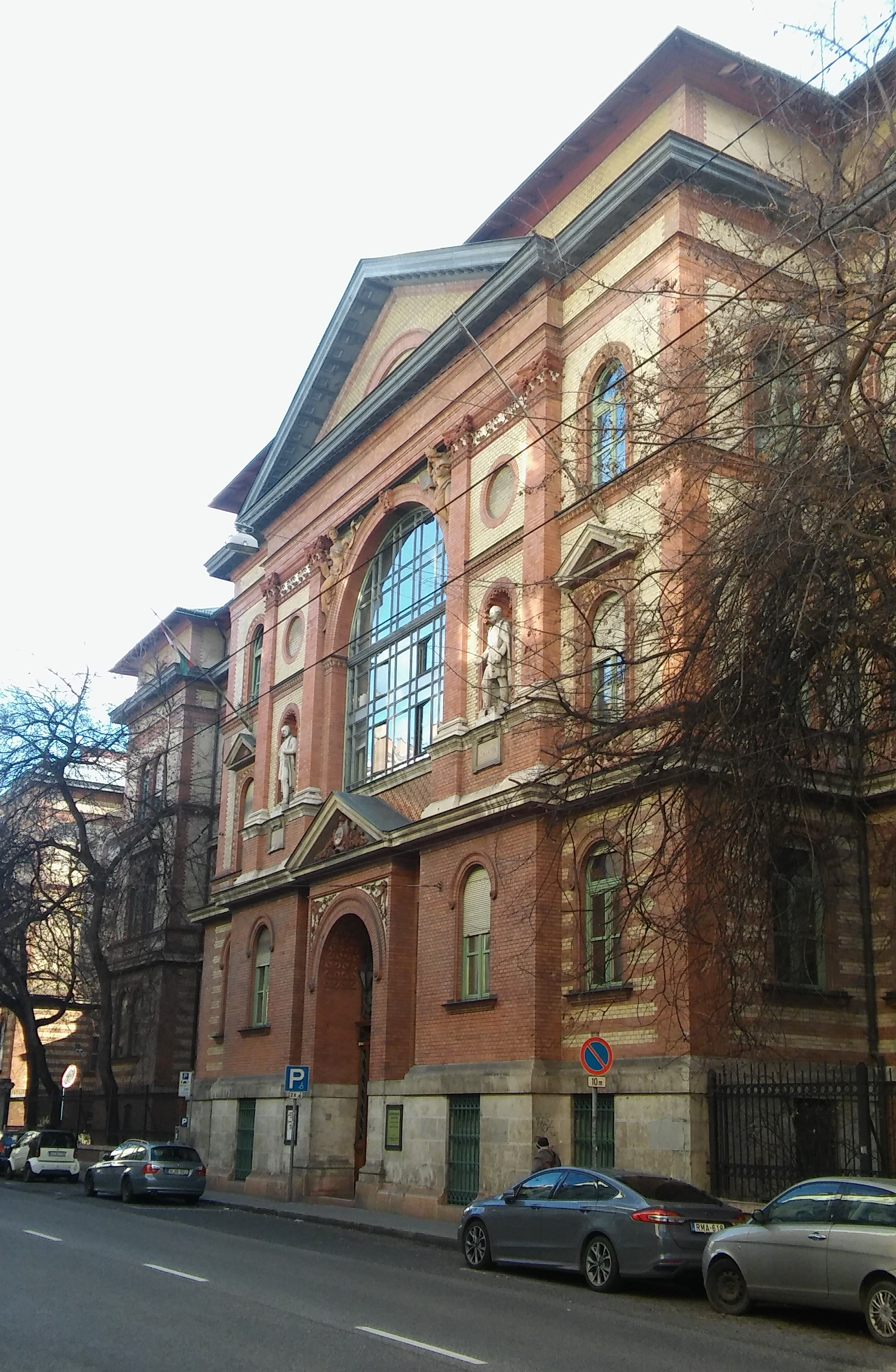
Sebészeti, Transzplantációs és Gasztroenterológiai Klinika – Baross utcai részleg

## A pesti Külső Klinikai Tömb (népnyelven „Klinikák”) intézményei
A Belső Klinikai tömbtől délkeletre, ugyancsak az Üllői út mellett helyezkedik el a Külső Klinikai tömb, amelyet az Üllői út – Szigony utca – Apáthy István utca – Balassa utca – Tömő utca – a Füvészkert – Korányi Sándor utca foglal keretbe. Akárcsak a Belső Klinikák esetében, úgy itt is több kórházi intézmény található, amelyek a következők:
- 1909. I. Számú Sebészeti Klinika (ma: Semmelweis Egyetem Sebészeti, Transzplantációs és Gasztroenterológiai Klinika), 1082 Budapest, Üllői út 78. – Korb Flóris és Giergl Kálmán tervei alapján[3]
- 1908–1910. II. számú Szemészeti Klinika (ma: Semmelweis Egyetem Fül-Orr-Gégészeti és Fej-Nyaksebészeti Klinika), 1083 Budapest, Szigony u. 36.
- 1906–1908. Elmekórtani Klinika (ma: Semmelweis Egyetem Pszichiátriai és Pszichoterápiás Klinika), 1083 Budapest, Balassa J. u. 6. – Korb Flóris és Giergl Kálmán tervei alapján[8]
- 1908. Szemészeti Klinika Tömő utca, 1083 Budapest, Tömő u. 25–29. (lebontva, a helyén 1968–1972 között modern épületet húztak fel, amelyből 2013-ban a Mária utcába költözött a Szemklinika)
- 1910. Semmelweis Egyetem Urológiai Klinika, 1082 Budapest, Üllői út 78/b (valójában a terület belsejében, a Füvészkert szomszédságában) – Korb Flóris és Giergl Kálmán tervei alapján[9]
- 1908–1910. I. Számú Belgyógyászati Klinika (ma: Semmelweis Egyetem Belgyógyászati és Onkológiai Klinika) 1083 Budapest, Korányi S. u. 2/a – Korb Flóris és Giergl Kálmán tervei alapján[10]
- 1898. II. Számú Szülészeti és Nőgyógyászati Klinika (ma Semmelweis Egyetem Szülészeti és Nőgyógyászati Klinika Üllői úti részleg), 1082 Budapest, Üllői út 78/b – Kauser József tervei alapján[3] (lebontva, az 1960-as években, majd másodszor a közelmúltban új épület került a helyére)
- 1981. Balassa János kollégium[11]
- 2012-2017 Semmelweis Egyetem Központi Betegellátó Épület, 1082 Budapest, Üllői út 78. (több klinika is működik az épületben)

Térképüket a következő ábra mutatja: .
Képtár

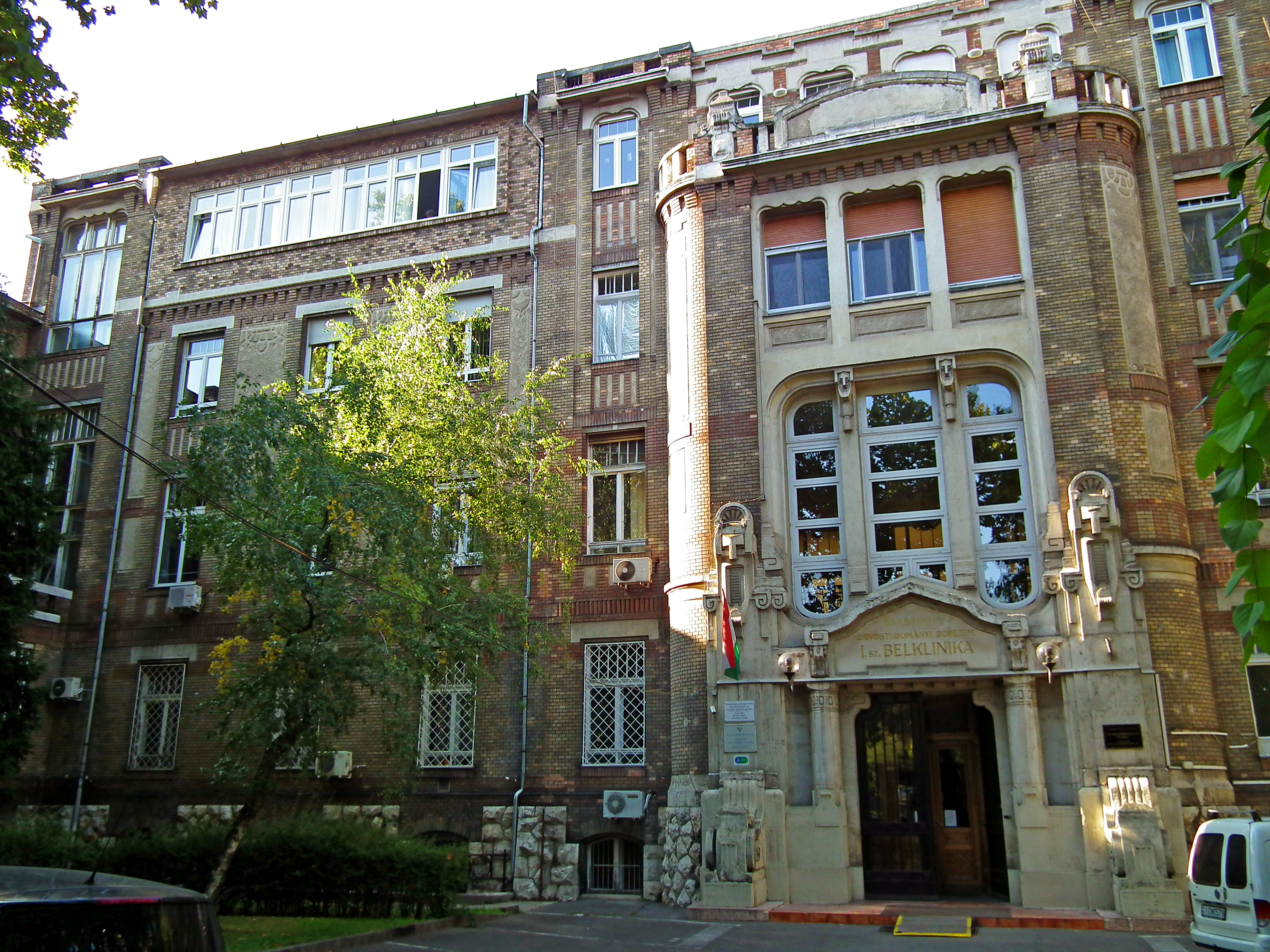
Belgyógyászati és Onkológiai Klinika
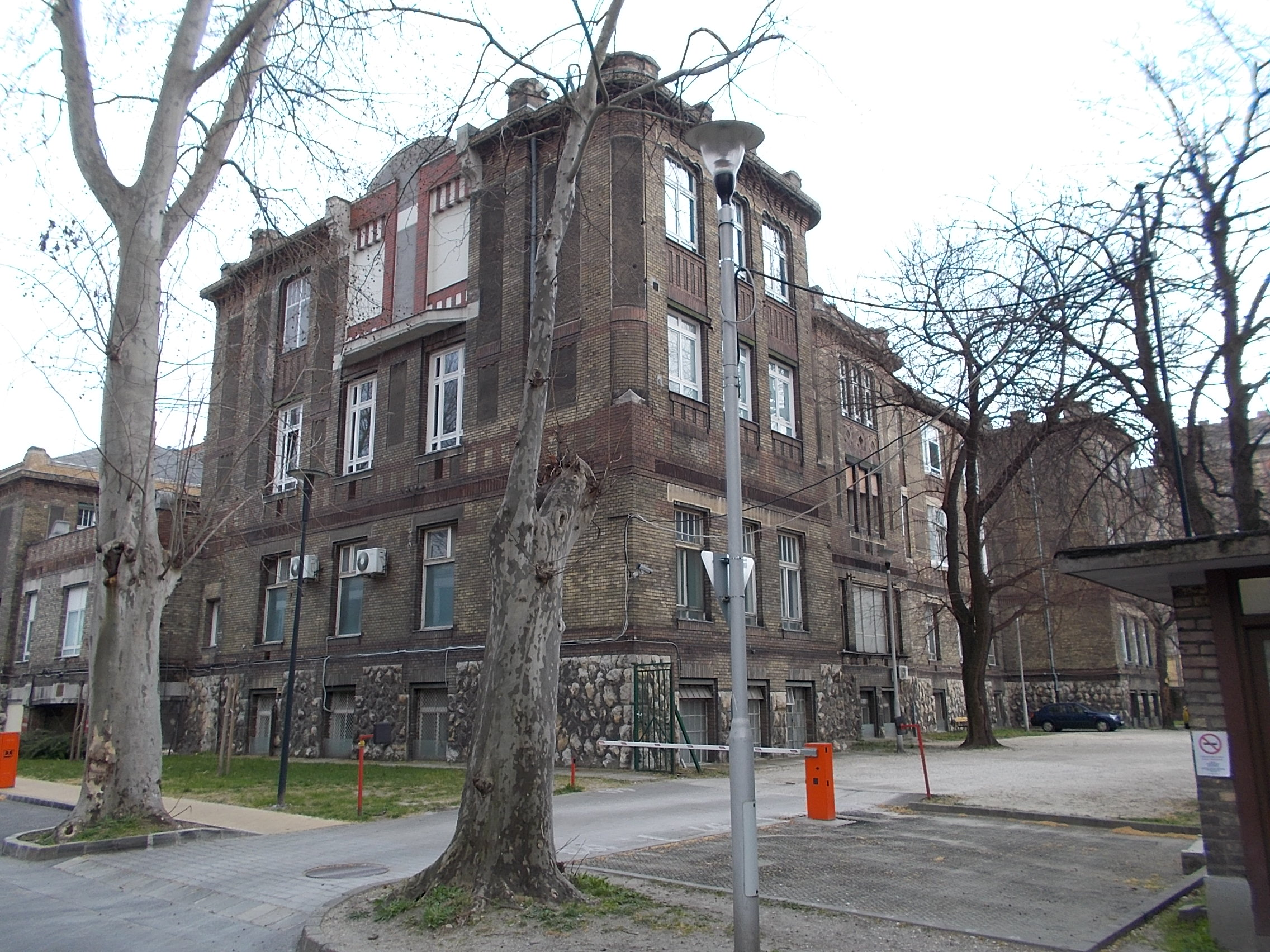
Sebészeti, Transzplantációs és Gasztroenterológiai Klinika
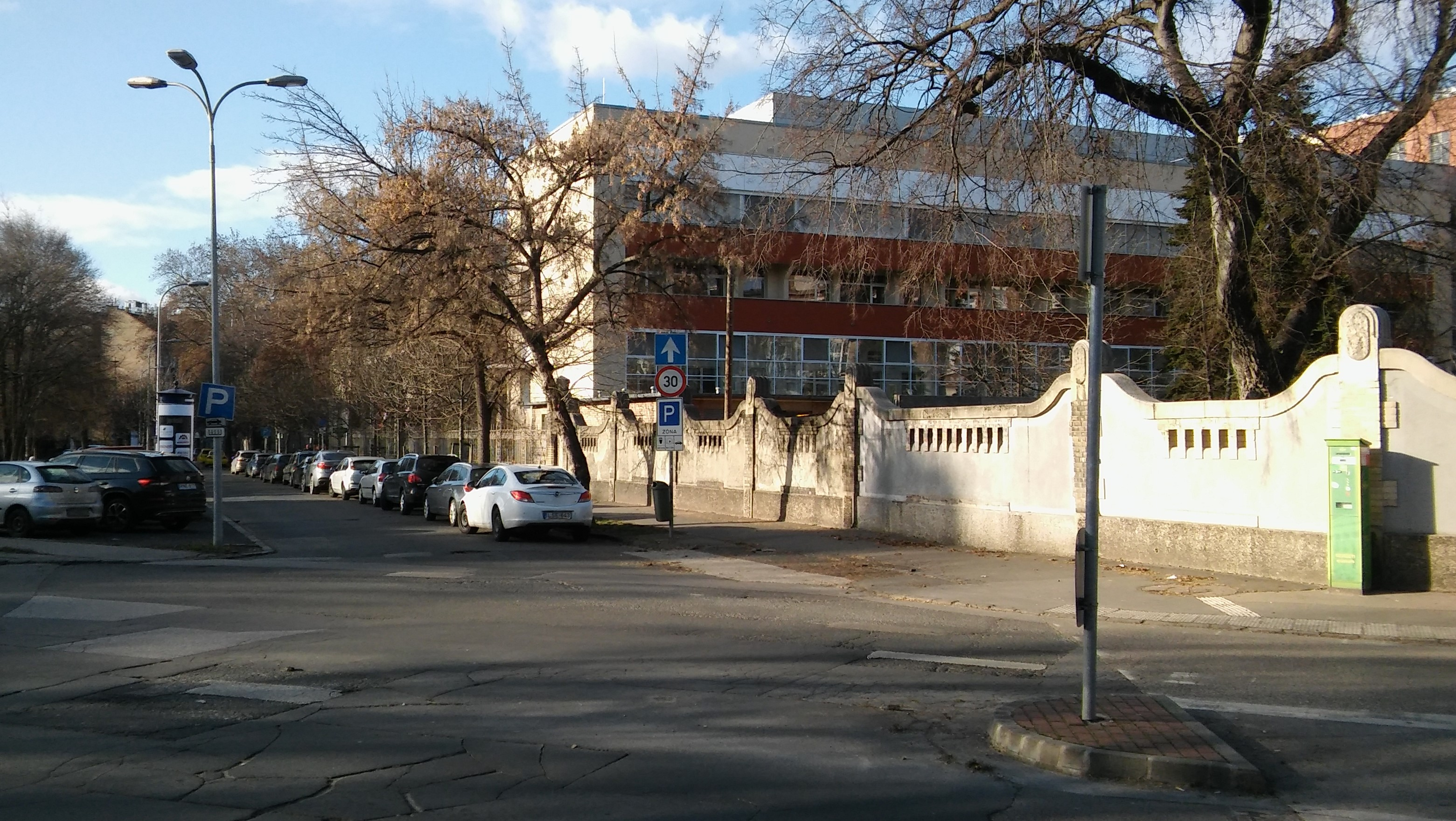
Szülészeti és Nőgyógyászati Klinika Üllői úti részleg
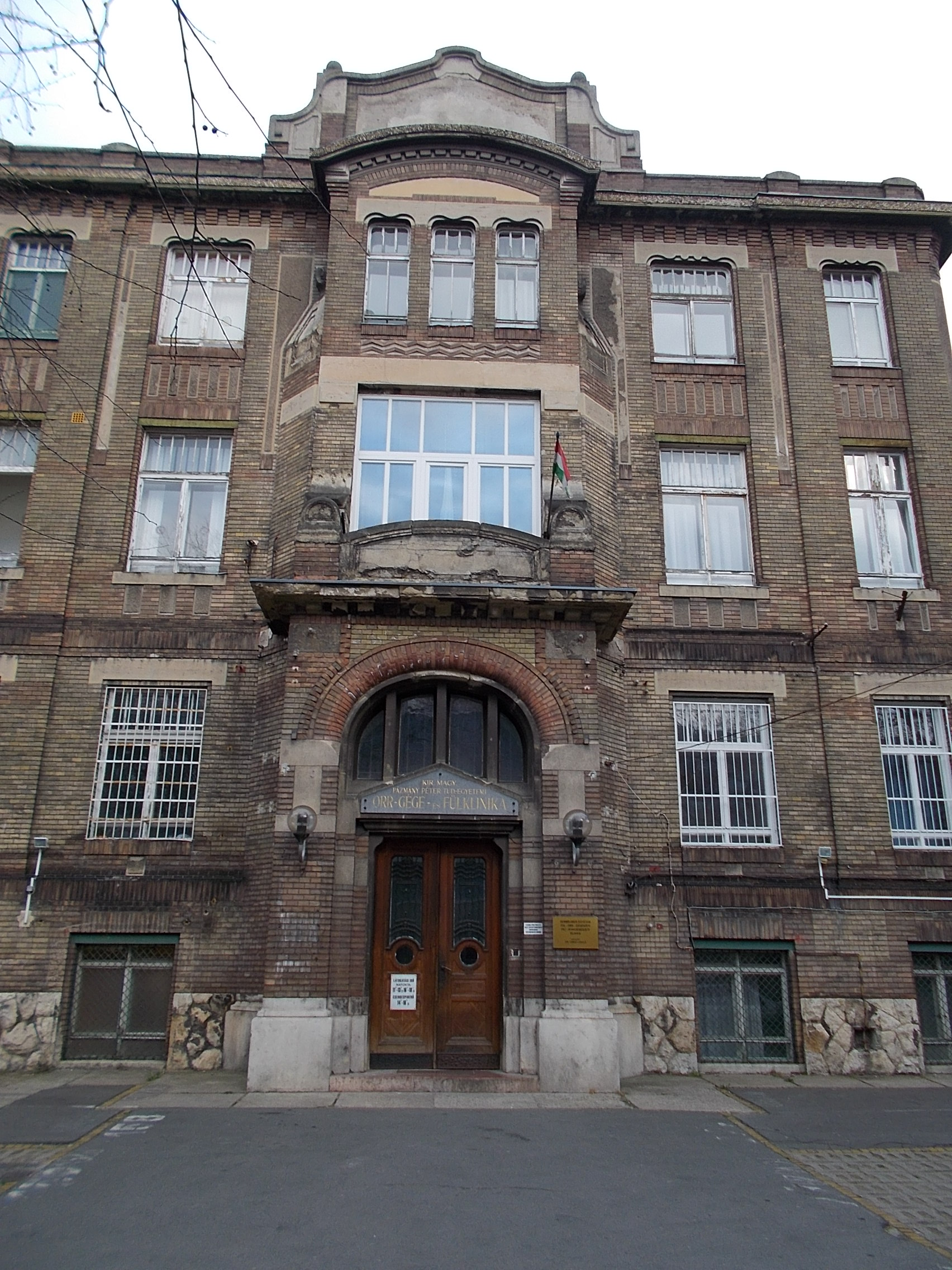
Fül-Orr-Gégészeti és Fej-Nyaksebészeti Klinika
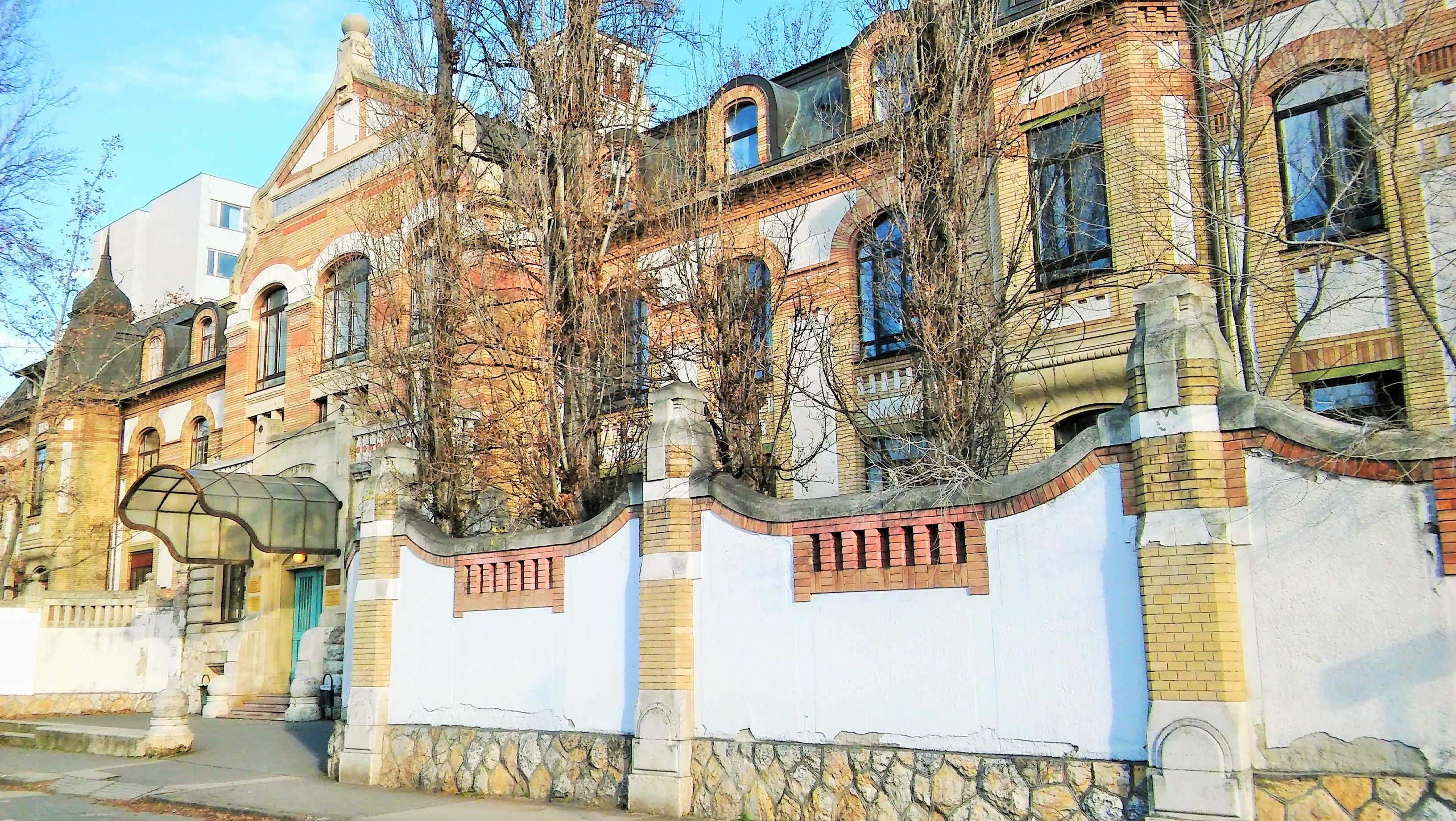
Pszichiátriai és Pszichoterápiás Klinika
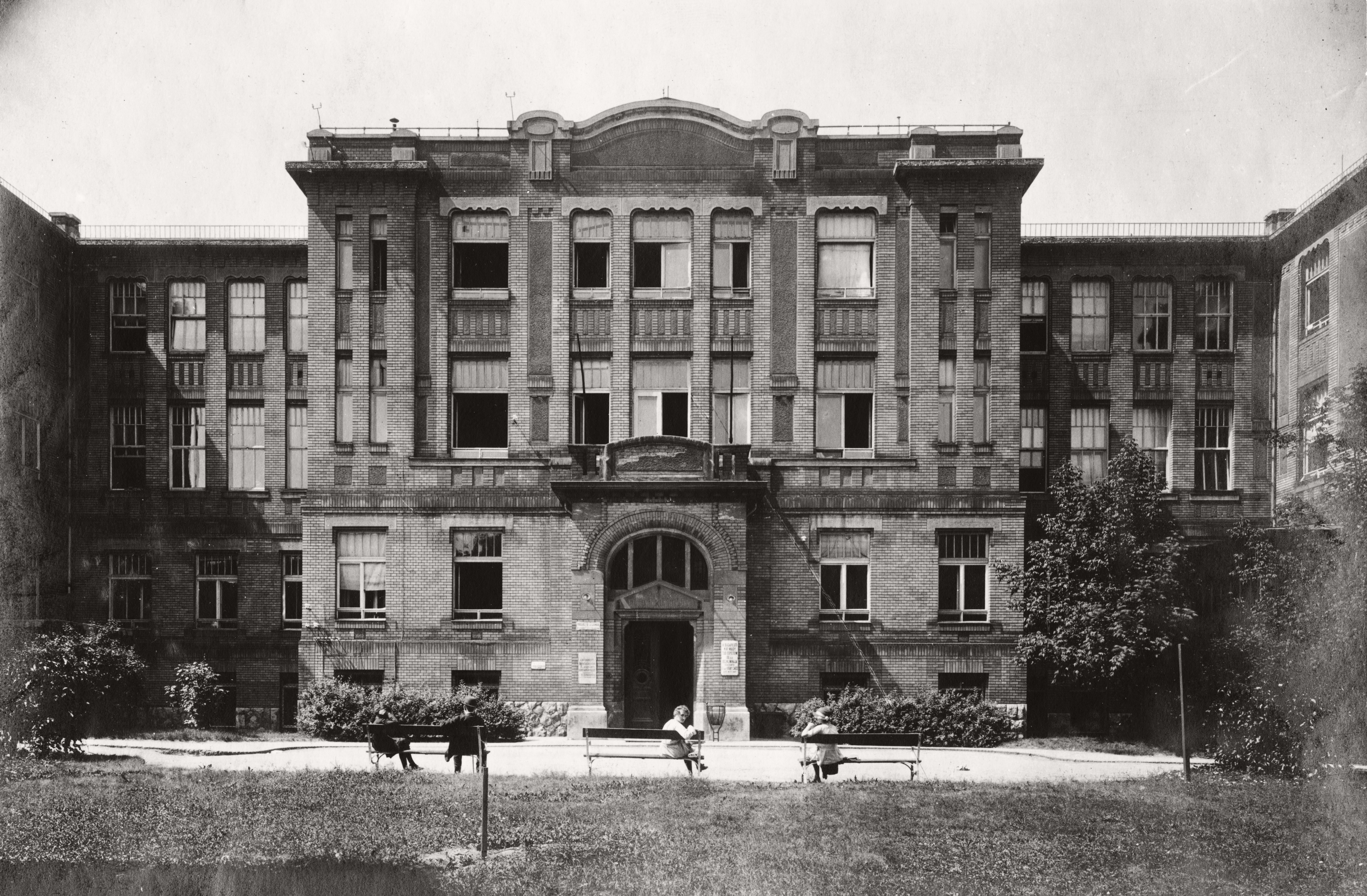
Urológiai Klinika
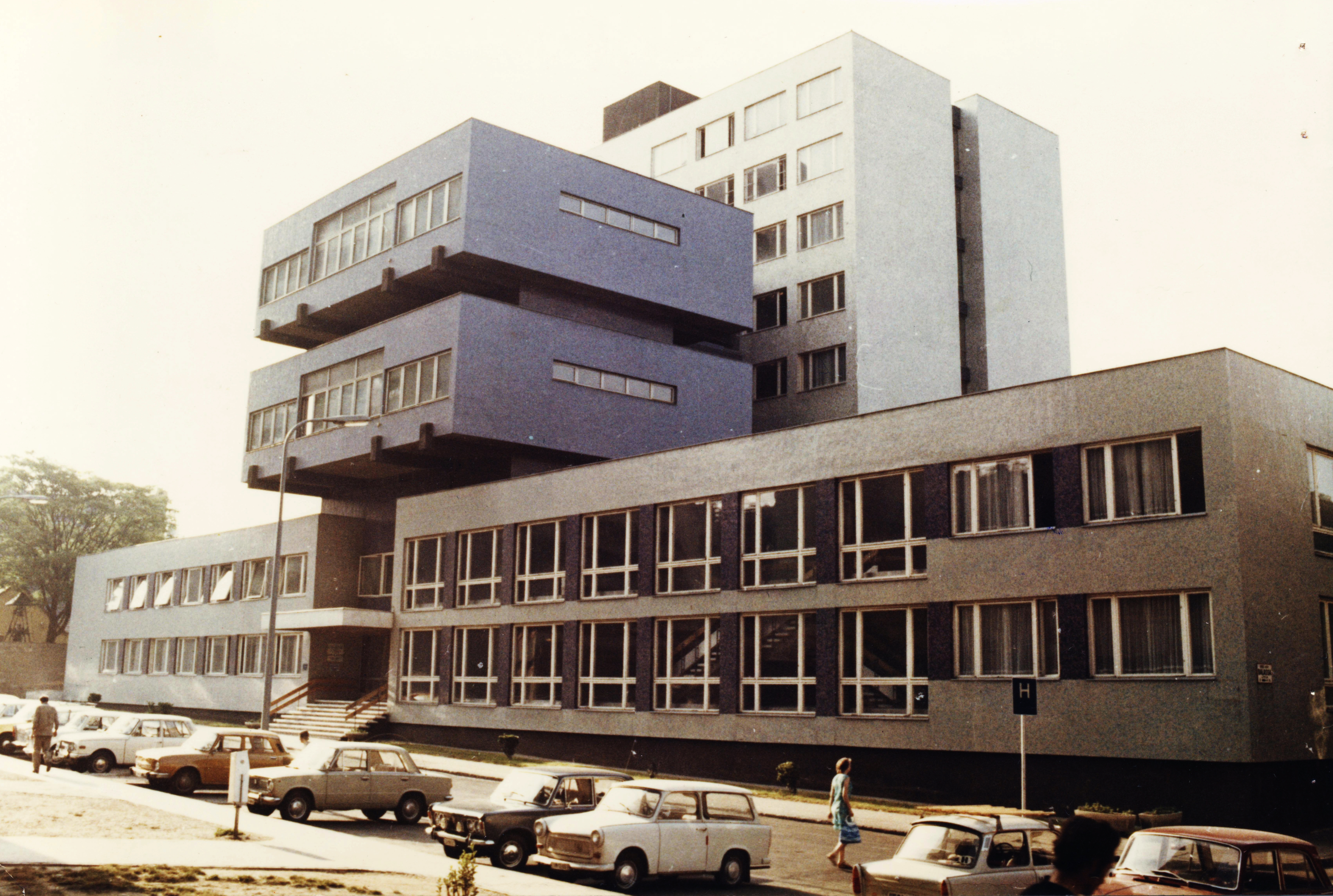
Volt I. számú Szemészeti Klinika a Tömő utcában
A Semmelweis Egyetem 1981-ban átadott Balassa János kollégiuma[11]

## Egyéb közeli orvosi intézmények

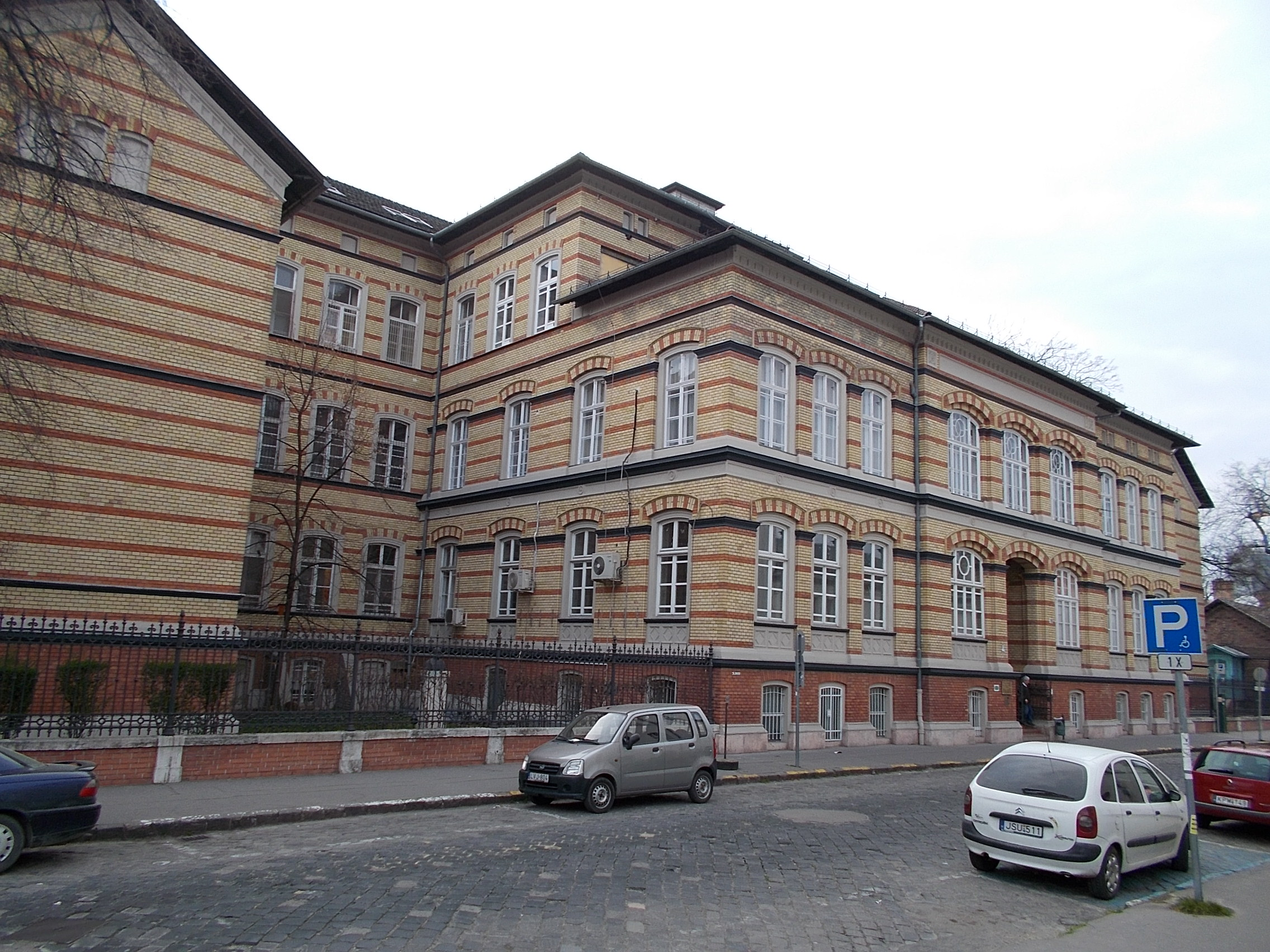
Az I. számú Gyermekgyógyászati Klinika épülete

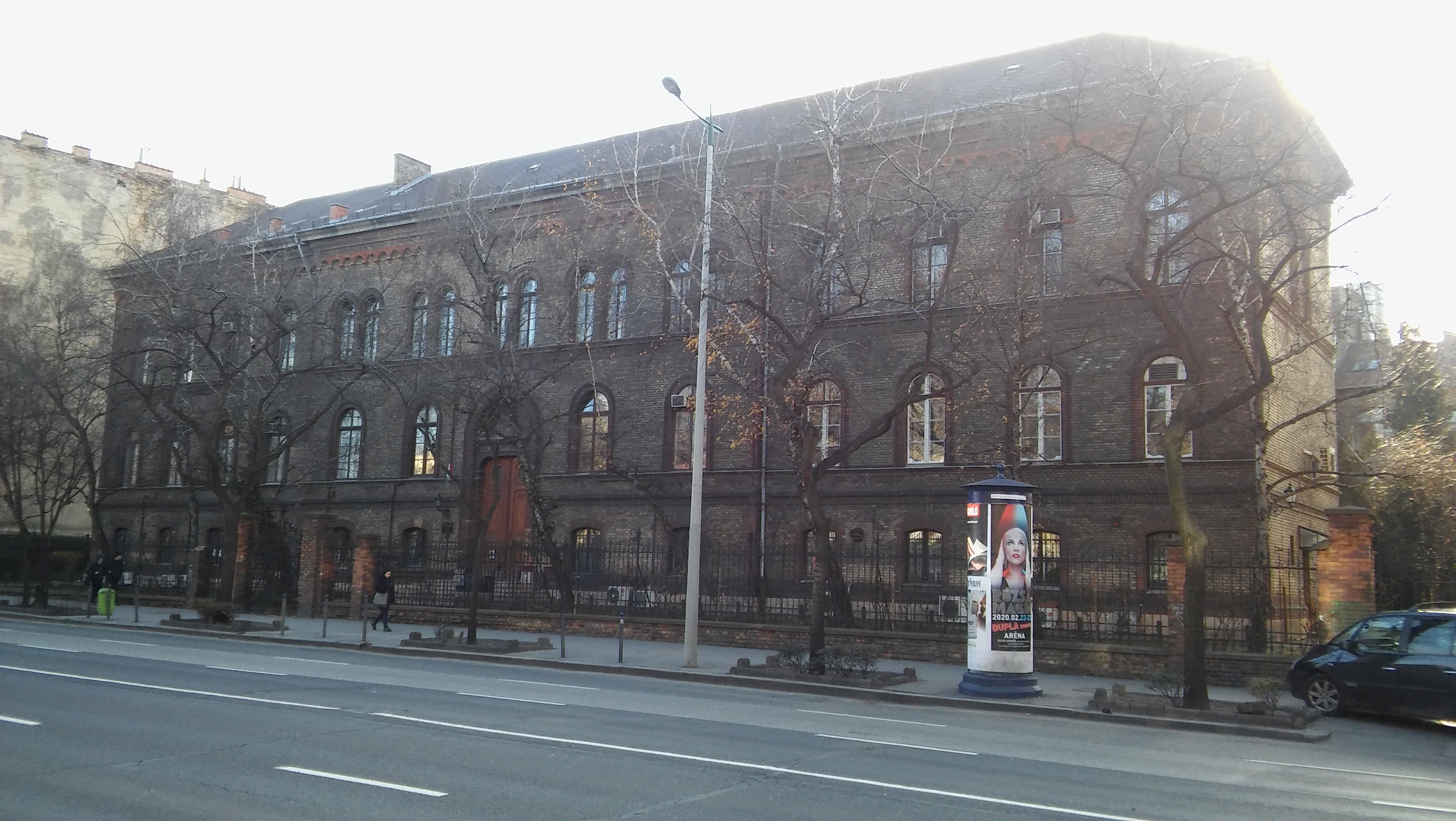
A Törvényszéki Orvostani Intézet épülete

A külső Klinikai tömb közelében, de annak területén kívül helyezkedik el több más, a Semmelweis Egyetemhez tartozó orvosi intézmény:
- 1883. I. Számú Gyermekgyógyászati Klinika (ma: Semmelweis Egyetem Gyermekgyógyászati Klinika Bókay utcai részleg), 1083 Budapest, Bókay J. u. 53–54. – Kauser József tervei alapján[12][13]
- 1886–1889. Törvényszéki Orvostani Intézet (ma: Semmelweis Egyetem Igazságügyi és Biztosítás-orvostani Intézet és II. Számú Patológiai Intézet), 1091 Budapest, Üllői út 93. – Hauszmann Alajos tervei alapján[14]
- 1897-1898. Anatómiai Intézet (ma: Semmelweis Egyetem Anatómiai, Szövet- és Fejlődéstani Intézet) 1096 Budapest, Tűzoltó u. 58.

## Egyéb szakirodalom
- A Balassa utcai klinikák 100 éve. Szemelvények az intézmény történetéből 1908–2008, Semmelweis Kiadó, Budapest, 2008, ISBN 978-963-9879-14-0
- Pestessy József: Józsefvárosi orvosok, kórházak, klinikák, Budapest Józsefvárosi Önkormányzat, Budapest, 2002